# António Duarte Carvarino
António Mau Lear Duarte Carvarino († Februar 1979 in Osttimor) war ein Freiheitskämpfer und Politiker der FRETILIN aus Osttimor. Er war gemischter timoresisch-afrikanischer Abstammung.

## Werdegang
Mau Lear gehörte zu den Mitgliedern der osttimoresischen Studenten aus dem Casa dos Timores in Lissabon und war auch Mitglied der portugiesischen, maoistischen Partei Movimento Reorganizativo do Partido do Proletariado (MRPP). Als einer von fünf Studenten der Casa-Gruppe, kehrte Mau Lear am 11. September 1974 in seine Heimat Portugiesisch-Timor zurück, dem Tag der Umbenennung der Partei ASDT in FRETILIN. Mau Lears Frau Maria do Céu Pereira (Bi Lear) war bereits an der Parteigründung in Dili im Mai beteiligt.
Mau Lear gehörte zum radikalsten linken Flügel der Gruppe aus dem Casa. Er wurde Mitglied des Zentralkomitees der FRETILIN (CCF), arbeitete in der Bildungs- und Kulturkommission mit und spielte eine Hauptrolle bei der Gründung der Studentenorganisation UNETIM.
Am 28. November 1975 erklärte sich Osttimor einseitig von der Kolonialmacht Portugal für unabhängig und Mau Lear wurde im Kabinett Minister für Justiz. Nur neun Tage später wurde Osttimor von Indonesien besetzt. Es begann ein blutiger Unabhängigkeitskampf zwischen den Streitkräfte Indonesiens und dem bewaffneten Arm der FRETILIN, der FALINTIL. Beim Treffen der Parteiführung in Soibada im Mai 1976 wurde Mau Lear zum Nationalen Politkommissar ernannt und somit für die Abteilung Ideologie und politische Orientierung verantwortlich. Bis 1976 lebte er in Aicurus im Widerstandssektor Centro Norte, dann wechselte Mau Lear in den Sektor Ponta Leste an der Ostspitze des Landes. Mau Lears Nachfolger als Nationaler Politkommissar wurde Vicente dos Reis.
Mau Lear wurde im Oktober 1977 als Nachfolger von Nicolau dos Reis Lobato der Premierminister Osttimors und gleichzeitig Vizepräsident. Lobato hatte im Monat zuvor das Amt des Staatspräsidenten übernommen. Außerdem erhielt Mau Lear das Amt des stellvertretenden Vorsitzenden der FRETILIN. Im Kampf gegen die Invasoren war Mau Lear als militärischer Kommandant der FALINTIL nun für den Ostsektor zuständig.
Im Februar 1979 wurde Mau Lear von den Indonesiern in Manatuto gefangen genommen und getötet. Seine Frau ergab sich kurz darauf und verschwand bald danach.

## Sonstiges
Bereits 1975 hatte Mau Lear in seiner Abhandlung Die Etablierung neuer Beziehungen in Osttimor vor den Spannungen zwischen den beiden Landesteilen Osttimors, Loro Munu und Loro Sae gewarnt. Nach Erlangung der Unabhängigkeit 2002 steigerten sich diese Spannungen zu einem der Gründe für die Unruhen von 2006.